# 2e étape du Tour d'Espagne 2023
Pour un article plus général, voir Tour d'Espagne 2023.
La 2e étape du Tour d'Espagne 2023 se déroule le dimanche 27 août 2023 entre Mataró et Barcelone en Catalogne, sur une distance de 181,3 km.

## Parcours
Le départ de la 2e étape est donné à Mataró, ville côtière situé à une trentaine de kilomètres au nord-est de Barcelone. Les coureurs débutent immédiatement l'étape par le Coll de Sant Bartomeu (col de 3e catégorie, sommet après 7,6 km de course) et rentrent à l'intérieur des terres vers le nord-ouest en passant par Sabadell avant de grimper la seconde difficulté répertoriée de la journée : le Coll d'Estenalles (col de 2e catégorie, sommet après 66,1 km de course). En passant par Manresa et Castellbell i el Vilar, le parcours prend la direction du sud et de la côte méditerranéenne. L'étape traverse L'Hospitalet de Llobregat, dans la banlieue ouest de Barcelone, avant de rejoindre la capitale catalane où le parcours devenu plus accidenté contourne la colline de Montjuïc avec la montée du Castell de Montjuïc (900 m m à 9,4 %) dont le sommet est situé à 3,8 km de la ligne pour se terminer par une arrivée tracée à proximité immédiate du stade olympique Lluís-Companys.

## Déroulement de la course
En raison des conditions météorologiques qui avaient perturbé le contre-la-montre par équipes de la première étape et qui se répètent avec un nouveau départ sous la pluie, les organisateurs avaient décidé d'arrêter le chrono à 3,8 km de l’arrivée au sommet de la montée du Château de Montjuïc. Cette décision est contestée par les coureurs qui obtiennent finalement de la direction de course que les temps de l'étape soient pris à 9 km de la ligne d'arrivée.
Une échappée de cinq hommes a fait la course en tête. Ce groupe composé des Espagnols Javier Romo (Astana Qazaqstan) et Joel Nicolau (Caja Rural-Seguros RGA), des Italiens Matteo Sobrero (Jayco AlUla) et Andrea Piccolo (EF Education-EasyPost) et du Néerlandais Jetse Bol (Burgos BH) compte jusqu'à trois minutes d'avance sur le peloton. À 47 km de l’arrivée, Nicolau et Bol sont lâchés puis, à 24 km du terme, c'est au tour de Sobrero de ne plus pouvoir suivre Piccolo et Romo qui filent vers la fin chronométrée de l'étape à 9 km de la ligne d'arrivée où ils conservent 19 secondes sur le peloton, ce qui permet à Andrea Piccolo de s'emparer du maillot rouge.
Le chrono étant arrêté, le peloton des principaux favoris se relève et laisse partir un groupe d'une trentaine de coureurs qui rejoint rapidement les deux hommes de tête. Au sommet de la montée du Château de Montjuïc, c'est finalement le Danois Andreas Kron (Lotto Dstny) qui bascule seul en tête et conserve une avance suffisante sur ses poursuivants pour s'imposer sur la ligne d'arrivée de Barcelone.

## Résultats

### Classement de l'étape
| \| Classement de l'étape \| Classement de l'étape \| Classement de l'étape \| Classement de l'étape \| Classement de l'étape \| \| Coureur \| Coureur \| Pays \| Équipe \| Temps \| \| --------------------- \| --------------------- \| --------------------- \| ------------------------ \| --------------------- \| \| 1er \| Andreas Kron \| Danemark \| Lotto Dstny \| 4 h 10 min 06 s \| \| 2e \| Kaden Groves \| Australie \| Alpecin-Deceuninck \| + 0 s \| \| 3e \| Andrea Vendrame \| Italie \| AG2R Citroën Team \| + 0 s \| \| 4e \| Andrea Bagioli \| Italie \| Soudal Quick-Step \| + 0 s \| \| 5e \| Fernando Barceló \| Espagne \| Caja Rural-Seguros RGA \| + 0 s \| \| 6e \| Iván García Cortina \| Espagne \| Movistar Team \| + 0 s \| \| 7e \| Romain Grégoire \| France \| Groupama-FDJ \| + 0 s \| \| 8e \| Lennert Van Eetvelt \| Belgique \| Lotto Dstny \| + 0 s \| \| 9e \| Marijn van den Berg \| Pays-Bas \| EF Education-EasyPost \| + 0 s \| \| 10e \| Kobe Goossens \| Belgique \| Intermarché-Circus-Wanty \| + 0 s \| |                     |           |                          |                 |
| |                     |           |                          |                 |
| Source : ProCyclingStats |                     |           |                          |                 |
| Classement de l'étape |                     |           |                          |                 |
| Coureur | Coureur             | Pays      | Équipe                   | Temps           |
| 1er | Andreas Kron        | Danemark  | Lotto Dstny              | 4 h 10 min 06 s |
| 2e | Kaden Groves        | Australie | Alpecin-Deceuninck       | + 0 s           |
| 3e | Andrea Vendrame     | Italie    | AG2R Citroën Team        | + 0 s           |
| 4e | Andrea Bagioli      | Italie    | Soudal Quick-Step        | + 0 s           |
| 5e | Fernando Barceló    | Espagne   | Caja Rural-Seguros RGA   | + 0 s           |
| 6e | Iván García Cortina | Espagne   | Movistar Team            | + 0 s           |
| 7e | Romain Grégoire     | France    | Groupama-FDJ             | + 0 s           |
| 8e | Lennert Van Eetvelt | Belgique  | Lotto Dstny              | + 0 s           |
| 9e | Marijn van den Berg | Pays-Bas  | EF Education-EasyPost    | + 0 s           |
| 10e | Kobe Goossens       | Belgique  | Intermarché-Circus-Wanty | + 0 s           |

### Points attribués pour le classement par points
| Sprint intermédiaire Cornellà de Llobregat (km 163) | Sprint intermédiaire Cornellà de Llobregat (km 163) | Sprint intermédiaire Cornellà de Llobregat (km 163) | Sprint intermédiaire Cornellà de Llobregat (km 163) | Sprint intermédiaire Cornellà de Llobregat (km 163) |
| --------------------------------------------------- | --------------------------------------------------- | --------------------------------------------------- | --------------------------------------------------- | --------------------------------------------------- |
|                                                     | Coureur                                             | Pays                                                | Équipe                                              | Point(s)                                            |
| 1er                                                 | Andrea Piccolo                                      | Italie                                              | EF Education-EasyPost                               | 20                                                  |
| 2e                                                  | Javier Romo                                         | Espagne                                             | Astana Qazaqstan                                    | 17                                                  |
| 3e                                                  | Matteo Sobrero                                      | Italie                                              | Jayco AlUla                                         | 15                                                  |
| 4e                                                  | Bryan Coquard                                       | France                                              | Cofidis                                             | 13                                                  |
| 5e                                                  | Maurice Ballerstedt                                 | Allemagne                                           | Alpecin-Deceuninck                                  | 10                                                  |
| modifier                                            |                                                     |                                                     |                                                     |                                                     |

| Arrivée d'étape Barcelone (km 181,8) | Arrivée d'étape Barcelone (km 181,8) | Arrivée d'étape Barcelone (km 181,8) | Arrivée d'étape Barcelone (km 181,8) | Arrivée d'étape Barcelone (km 181,8) |
| ------------------------------------ | ------------------------------------ | ------------------------------------ | ------------------------------------ | ------------------------------------ |
|                                      | Coureur                              | Pays                                 | Équipe                               | Point(s)                             |
| 1er                                  | Andreas Kron                         | Danemark                             | Lotto Dstny                          | 30                                   |
| 2e                                   | Kaden Groves                         | Australie                            | Alpecin-Deceuninck                   | 25                                   |
| 3e                                   | Andrea Vendrame                      | Italie                               | AG2R Citroën                         | 22                                   |
| 4e                                   | Andrea Bagioli                       | Italie                               | Soudal Quick-Step                    | 19                                   |
| 5e                                   | Fernando Barceló                     | Espagne                              | Caja Rural-Seguros RGA               | 17                                   |
| 6e                                   | Iván García Cortina                  | Espagne                              | Movistar                             | 15                                   |
| 7e                                   | Romain Grégoire                      | France                               | Groupama-FDJ                         | 13                                   |
| 8e                                   | Lennert Van Eetvelt                  | Belgique                             | Lotto Dstny                          | 11                                   |
| 9e                                   | Marijn van den Berg                  | Pays-Bas                             | EF Education-EasyPost                | 9                                    |
| 10e                                  | Kobe Goossens                        | Belgique                             | Intermarché-Circus-Wanty             | 7                                    |
| 11e                                  | Romain Bardet                        | France                               | DSM-Firmenich                        | 6                                    |
| 12e                                  | Rui Costa                            | Portugal                             | Intermarché-Circus-Wanty             | 5                                    |
| 13e                                  | Rémy Rochas                          | France                               | Cofidis                              | 4                                    |
| 14e                                  | Ben Zwiehoff                         | Allemagne                            | Bora-Hansgrohe                       | 3                                    |
| 15e                                  | Max Poole                            | Grande-Bretagne                      | DSM-Firmenich                        | 2                                    |
| modifier                             |                                      |                                      |                                      |                                      |

### Points attribués pour le classement du meilleur grimpeur
| Coll de Sant Bartomeu (km 7,6) 3e catégorie (6,6 km à 4,5%) | Coll de Sant Bartomeu (km 7,6) 3e catégorie (6,6 km à 4,5%) | Coll de Sant Bartomeu (km 7,6) 3e catégorie (6,6 km à 4,5%) | Coll de Sant Bartomeu (km 7,6) 3e catégorie (6,6 km à 4,5%) | Coll de Sant Bartomeu (km 7,6) 3e catégorie (6,6 km à 4,5%) |
| ----------------------------------------------------------- | ----------------------------------------------------------- | ----------------------------------------------------------- | ----------------------------------------------------------- | ----------------------------------------------------------- |
|                                                             | Coureur                                                     | Pays                                                        | Équipe                                                      | Point(s)                                                    |
| 1er                                                         | Javier Romo                                                 | Espagne                                                     | Astana Qazaqstan                                            | 3                                                           |
| 2e                                                          | Joel Nicolau                                                | Espagne                                                     | Caja Rural-Seguros RGA                                      | 2                                                           |
| 3e                                                          | Matteo Sobrero                                              | Italie                                                      | Jayco AlUla                                                 | 1                                                           |
| modifier                                                    |                                                             |                                                             |                                                             |                                                             |

| Coll d'Estenalles (km 66,3) 2e catégorie (12,1 km à 3,9%) | Coll d'Estenalles (km 66,3) 2e catégorie (12,1 km à 3,9%) | Coll d'Estenalles (km 66,3) 2e catégorie (12,1 km à 3,9%) | Coll d'Estenalles (km 66,3) 2e catégorie (12,1 km à 3,9%) | Coll d'Estenalles (km 66,3) 2e catégorie (12,1 km à 3,9%) |
| --------------------------------------------------------- | --------------------------------------------------------- | --------------------------------------------------------- | --------------------------------------------------------- | --------------------------------------------------------- |
|                                                           | Coureur                                                   | Pays                                                      | Équipe                                                    | Point(s)                                                  |
| 1er                                                       | Matteo Sobrero                                            | Italie                                                    | Jayco AlUla                                               | 5                                                         |
| 2e                                                        | Javier Romo                                               | Espagne                                                   | Astana Qazaqstan                                          | 3                                                         |
| 3e                                                        | Joel Nicolau                                              | Espagne                                                   | Caja Rural-Seguros RGA                                    | 1                                                         |
| modifier                                                  |                                                           |                                                           |                                                           |                                                           |

| \| Château de Montjuïc (km 178) 3e catégorie (0,9 km à 9,4%) \| Château de Montjuïc (km 178) 3e catégorie (0,9 km à 9,4%) \| Château de Montjuïc (km 178) 3e catégorie (0,9 km à 9,4%) \| Château de Montjuïc (km 178) 3e catégorie (0,9 km à 9,4%) \| Château de Montjuïc (km 178) 3e catégorie (0,9 km à 9,4%) \| \| --------------------------------------------------------- \| --------------------------------------------------------- \| --------------------------------------------------------- \| --------------------------------------------------------- \| --------------------------------------------------------- \| \| \| Coureur \| Pays \| Équipe \| Point(s) \| \| 1er \| Andreas Kron \| Danemark \| Lotto Dstny \| 3 \| \| 2e \| Romain Grégoire \| France \| Groupama-FDJ \| 2 \| \| 3e \| Marijn van den Berg \| Pays-Bas \| EF Education-EasyPost \| 1 \| \| modifier \| \| \| \| \| |                     |          |                       |          |
| Château de Montjuïc (km 178) 3e catégorie (0,9 km à 9,4%) |                     |          |                       |          |
| | Coureur             | Pays     | Équipe                | Point(s) |
| 1er | Andreas Kron        | Danemark | Lotto Dstny           | 3        |
| 2e | Romain Grégoire     | France   | Groupama-FDJ          | 2        |
| 3e | Marijn van den Berg | Pays-Bas | EF Education-EasyPost | 1        |
| modifier |                     |          |                       |          |

### Bonifications
|   | Coureur             | Pays     | Équipe                | Secondes |
| - | ------------------- | -------- | --------------------- | -------- |
| 1 | Andreas Kron        | Danemark | Lotto Dstny           | 6 s      |
| 2 | Romain Grégoire     | France   | Groupama-FDJ          | 4 s      |
| 3 | Marijn van den Berg | Pays-Bas | EF Education-EasyPost | 2 s      |

|   | Coureur         | Pays      | Équipe             | Secondes |
| - | --------------- | --------- | ------------------ | -------- |
| 1 | Andreas Kron    | Danemark  | Lotto Dstny        | 10 s     |
| 2 | Kaden Groves    | Australie | Alpecin-Deceuninck | 6 s      |
| 3 | Andrea Vendrame | Italie    | AG2R Citroën       | 4 s      |

### Prix de la combativité
- Javier Romo (Astana Qazaqstan)

## Classements à l'issue de l'étape

### Classement général
| \| Classement général \| Classement général \| Classement général \| Classement général \| Classement général \| \| Coureur \| Coureur \| Pays \| Équipe \| Temps \| \| ------------------ \| ------------------- \| ------------------ \| --------------------- \| ------------------ \| \| 1er \| Andrea Piccolo \| Italie \| EF Education-EasyPost \| 4 h 27 min 23 s \| \| 2e \| Javier Romo \| Espagne \| Astana Qazaqstan Team \| + 11 s \| \| 3e \| Iván García Cortina \| Espagne \| Movistar Team \| + 13 s \| \| 4e \| Romain Bardet \| France \| Team DSM-Firmenich \| + 13 s \| \| 5e \| Max Poole \| Royaume-Uni \| Team DSM-Firmenich \| + 13 s \| \| 6e \| Nélson Oliveira \| Portugal \| Movistar Team \| + 13 s \| \| 7e \| Imanol Erviti \| Espagne \| Movistar Team \| + 13 s \| \| 8e \| Enric Mas \| Espagne \| Movistar Team \| + 13 s \| \| 9e \| Einer Rubio \| Colombie \| Movistar Team \| + 13 s \| \| 10e \| Sean Flynn \| Royaume-Uni \| Team DSM-Firmenich \| + 13 s \| |                     |             |                       |                 |
| |                     |             |                       |                 |
| Source : ProCyclingStats |                     |             |                       |                 |
| Classement général |                     |             |                       |                 |
| Coureur | Coureur             | Pays        | Équipe                | Temps           |
| 1er | Andrea Piccolo      | Italie      | EF Education-EasyPost | 4 h 27 min 23 s |
| 2e | Javier Romo         | Espagne     | Astana Qazaqstan Team | + 11 s          |
| 3e | Iván García Cortina | Espagne     | Movistar Team         | + 13 s          |
| 4e | Romain Bardet       | France      | Team DSM-Firmenich    | + 13 s          |
| 5e | Max Poole           | Royaume-Uni | Team DSM-Firmenich    | + 13 s          |
| 6e | Nélson Oliveira     | Portugal    | Movistar Team         | + 13 s          |
| 7e | Imanol Erviti       | Espagne     | Movistar Team         | + 13 s          |
| 8e | Enric Mas           | Espagne     | Movistar Team         | + 13 s          |
| 9e | Einer Rubio         | Colombie    | Movistar Team         | + 13 s          |
| 10e | Sean Flynn          | Royaume-Uni | Team DSM-Firmenich    | + 13 s          |

| Classement par points | Classement par points | Classement par points | Classement par points  | Classement par points |
| Coureur               | Coureur               | Pays                  | Équipe                 | Points                |
| --------------------- | --------------------- | --------------------- | ---------------------- | --------------------- |
| 1er                   | Andreas Kron          | Danemark              | Lotto Dstny            | 30 pts                |
| 2e                    | Kaden Groves          | Australie             | Alpecin-Deceuninck     | 25 pts                |
| 3e                    | Andrea Vendrame       | Italie                | AG2R Citroën Team      | 22 pts                |
| 4e                    | Andrea Piccolo        | Italie                | EF Education-EasyPost  | 20 pts                |
| 5e                    | Andrea Bagioli        | Italie                | Soudal Quick-Step      | 19 pts                |
| 6e                    | Javier Romo           | Espagne               | Astana Qazaqstan Team  | 17 pts                |
| 7e                    | Fernando Barceló      | Espagne               | Caja Rural-Seguros RGA | 17 pts                |
| 8e                    | Iván García Cortina   | Espagne               | Movistar Team          | 15 pts                |
| 9e                    | Matteo Sobrero        | Italie                | Team Jayco AlUla       | 15 pts                |
| 10e                   | Romain Grégoire       | France                | Groupama-FDJ           | 13 pts                |

| Classement par points | Classement par points | Classement par points | Classement par points  | Classement par points |
| Coureur               | Coureur               | Pays                  | Équipe                 | Points                |
| --------------------- | --------------------- | --------------------- | ---------------------- | --------------------- |
| 1er                   | Andreas Kron          | Danemark              | Lotto Dstny            | 30 pts                |
| 2e                    | Kaden Groves          | Australie             | Alpecin-Deceuninck     | 25 pts                |
| 3e                    | Andrea Vendrame       | Italie                | AG2R Citroën Team      | 22 pts                |
| 4e                    | Andrea Piccolo        | Italie                | EF Education-EasyPost  | 20 pts                |
| 5e                    | Andrea Bagioli        | Italie                | Soudal Quick-Step      | 19 pts                |
| 6e                    | Javier Romo           | Espagne               | Astana Qazaqstan Team  | 17 pts                |
| 7e                    | Fernando Barceló      | Espagne               | Caja Rural-Seguros RGA | 17 pts                |
| 8e                    | Iván García Cortina   | Espagne               | Movistar Team          | 15 pts                |
| 9e                    | Matteo Sobrero        | Italie                | Team Jayco AlUla       | 15 pts                |
| 10e                   | Romain Grégoire       | France                | Groupama-FDJ           | 13 pts                |

| Classement de la montagne | Classement de la montagne | Classement de la montagne | Classement de la montagne | Classement de la montagne |
| Coureur                   | Coureur                   | Pays                      | Équipe                    | Points                    |
| ------------------------- | ------------------------- | ------------------------- | ------------------------- | ------------------------- |
| 1er                       | Matteo Sobrero            | Italie                    | Team Jayco AlUla          | 6 pts                     |
| 2e                        | Javier Romo               | Espagne                   | Astana Qazaqstan Team     | 6 pts                     |
| 3e                        | Andreas Kron              | Danemark                  | Lotto Dstny               | 3 pts                     |
| 4e                        | Joel Nicolau              | Espagne                   | Caja Rural-Seguros RGA    | 3 pts                     |
| 5e                        | Romain Grégoire           | France                    | Groupama-FDJ              | 2 pts                     |
| 6e                        | Marijn van den Berg       | Pays-Bas                  | EF Education-EasyPost     | 1 pt                      |

| Classement de la montagne | Classement de la montagne | Classement de la montagne | Classement de la montagne | Classement de la montagne |
| Coureur                   | Coureur                   | Pays                      | Équipe                    | Points                    |
| ------------------------- | ------------------------- | ------------------------- | ------------------------- | ------------------------- |
| 1er                       | Matteo Sobrero            | Italie                    | Team Jayco AlUla          | 6 pts                     |
| 2e                        | Javier Romo               | Espagne                   | Astana Qazaqstan Team     | 6 pts                     |
| 3e                        | Andreas Kron              | Danemark                  | Lotto Dstny               | 3 pts                     |
| 4e                        | Joel Nicolau              | Espagne                   | Caja Rural-Seguros RGA    | 3 pts                     |
| 5e                        | Romain Grégoire           | France                    | Groupama-FDJ              | 2 pts                     |
| 6e                        | Marijn van den Berg       | Pays-Bas                  | EF Education-EasyPost     | 1 pt                      |

| Classement du meilleur jeune | Classement du meilleur jeune | Classement du meilleur jeune | Classement du meilleur jeune | Classement du meilleur jeune |
| Coureur                      | Coureur                      | Pays                         | Équipe                       | Temps                        |
| ---------------------------- | ---------------------------- | ---------------------------- | ---------------------------- | ---------------------------- |
| 1er                          | Andrea Piccolo               | Italie                       | EF Education-EasyPost        | 4 h 27 min 23 s              |
| 2e                           | Javier Romo                  | Espagne                      | Astana Qazaqstan Team        | + 11 s                       |
| 3e                           | Max Poole                    | Royaume-Uni                  | Team DSM-Firmenich           | + 13 s                       |
| 4e                           | Einer Rubio                  | Colombie                     | Movistar Team                | + 13 s                       |
| 5e                           | Sean Flynn                   | Royaume-Uni                  | Team DSM-Firmenich           | + 13 s                       |
| 5e                           | Romain Grégoire              | France                       | Groupama-FDJ                 | + 15 s                       |
| 6e                           | Marijn van den Berg          | Pays-Bas                     | EF Education-EasyPost        | + 17 s                       |
| 7e                           | Andrea Bagioli               | Italie                       | Soudal Quick-Step            | + 19 s                       |
| 8e                           | Diego Camargo                | Colombie                     | EF Education-EasyPost        | + 19 s                       |
| 9e                           | Samuel Watson                | Royaume-Uni                  | Groupama-FDJ                 | + 19 s                       |
| 10e                          | Remco Evenepoel              | Belgique                     | Soudal Quick-Step            | + 19 s                       |

| Classement du meilleur jeune | Classement du meilleur jeune | Classement du meilleur jeune | Classement du meilleur jeune | Classement du meilleur jeune |
| Coureur                      | Coureur                      | Pays                         | Équipe                       | Temps                        |
| ---------------------------- | ---------------------------- | ---------------------------- | ---------------------------- | ---------------------------- |
| 1er                          | Andrea Piccolo               | Italie                       | EF Education-EasyPost        | 4 h 27 min 23 s              |
| 2e                           | Javier Romo                  | Espagne                      | Astana Qazaqstan Team        | + 11 s                       |
| 3e                           | Max Poole                    | Royaume-Uni                  | Team DSM-Firmenich           | + 13 s                       |
| 4e                           | Einer Rubio                  | Colombie                     | Movistar Team                | + 13 s                       |
| 5e                           | Sean Flynn                   | Royaume-Uni                  | Team DSM-Firmenich           | + 13 s                       |
| 5e                           | Romain Grégoire              | France                       | Groupama-FDJ                 | + 15 s                       |
| 6e                           | Marijn van den Berg          | Pays-Bas                     | EF Education-EasyPost        | + 17 s                       |
| 7e                           | Andrea Bagioli               | Italie                       | Soudal Quick-Step            | + 19 s                       |
| 8e                           | Diego Camargo                | Colombie                     | EF Education-EasyPost        | + 19 s                       |
| 9e                           | Samuel Watson                | Royaume-Uni                  | Groupama-FDJ                 | + 19 s                       |
| 10e                          | Remco Evenepoel              | Belgique                     | Soudal Quick-Step            | + 19 s                       |

| Classement par équipes | Classement par équipes | Classement par équipes | Classement par équipes |
| Équipe                 | Équipe                 | Pays                   | Temps                  |
| ---------------------- | ---------------------- | ---------------------- | ---------------------- |
| 1re                    | EF Education-EasyPost  | États-Unis             | 12 h 47 min 35 s       |
| 2e                     | Astana Qazaqstan Team  | Kazakhstan             | + 11 s                 |
| 3e                     | Team DSM-Firmenich     | Pays-Bas               | + 13 s                 |
| 4e                     | Movistar Team          | Espagne                | + 13 s                 |
| 5e                     | Soudal Quick-Step      | Belgique               | + 19 s                 |
| 6e                     | Groupama-FDJ           | France                 | + 19 s                 |
| 7e                     | Bahrain Victorious     | Bahreïn                | + 23 s                 |
| 8e                     | Ineos Grenadiers       | Royaume-Uni            | + 33 s                 |
| 9e                     | Cofidis                | France                 | + 35 s                 |
| 10e                    | Bora-Hansgrohe         | Allemagne              | + 41 s                 |

| Classement par équipes | Classement par équipes | Classement par équipes | Classement par équipes |
| Équipe                 | Équipe                 | Pays                   | Temps                  |
| ---------------------- | ---------------------- | ---------------------- | ---------------------- |
| 1re                    | EF Education-EasyPost  | États-Unis             | 12 h 47 min 35 s       |
| 2e                     | Astana Qazaqstan Team  | Kazakhstan             | + 11 s                 |
| 3e                     | Team DSM-Firmenich     | Pays-Bas               | + 13 s                 |
| 4e                     | Movistar Team          | Espagne                | + 13 s                 |
| 5e                     | Soudal Quick-Step      | Belgique               | + 19 s                 |
| 6e                     | Groupama-FDJ           | France                 | + 19 s                 |
| 7e                     | Bahrain Victorious     | Bahreïn                | + 23 s                 |
| 8e                     | Ineos Grenadiers       | Royaume-Uni            | + 33 s                 |
| 9e                     | Cofidis                | France                 | + 35 s                 |
| 10e                    | Bora-Hansgrohe         | Allemagne              | + 41 s                 |

## Abandons
- Oscar Onley (Team DSM-Firmenich) : abandon